# Historia prawdziwa o Petrku Właście palatynie, którego zwano Duninem
Historia prawdziwa o Petrku Właście palatynie, którego zwano Duninem: Opowiadanie historyczne z XII wieku – powieść historyczna Józefa Ignacego Kraszewskiego wydana po raz pierwszy w 1878 roku, należąca do cyklu Dzieje Polski.

## Treść
Druga połowa XII wieku. Państwo polskie jest podzielone na dzielnice rządzone przez czterech książąt - synów Bolesława Krzywoustego. Najstarszy z nich, Władysław jest zarazem księciem zwierzchnim, czyli seniorem. Jego ambitna żona Agnieszka namawia go by wystąpił przeciwko braciom i przejął całkowitą władzę nad całym krajem.
Przeciw jego zamiarom występuje możnowładztwo, na którego czele staje wojewoda Piotr Włast. Pragnie on utrzymania postanowień ustawy sukcesyjnej Krzywoustego. Jednak za wystąpienie przeciwko Władysławowi przyjdzie mu zapłacić wysoką cenę.